# Bassett Maguire
Bassett Maguire ( 4 de agosto de 1904, Alabama City, Gadsden, Alabama - 6 de febrero, NY de 1991 ) fue un botánico y explorador estadounidense.
Era hijo de Charles Thomas Maguire y Rose Bassett. Asistió al secundario en Savannah, Georgia y entre los veranos de 1921 a 1923 fue marino mercante, viajando por Gran Bretaña y la Europa occidental.
En 1923 ingresa en la Universidad de Georgia, y obtiene el Bachellor in Science, con honores en Botánica y en Zoología . En el verano de 1924, es obrero en los "Viveros Case" de Chase, Alabama, y en el siguiente verano de 1925, con el apoyo económico de su tío Augustus Bassett, participará en un programa de campo de la Universidad de Pittsburg sobre Ecología tropical realizado en Kartabo, Guayana británica. Años después, en 1944, Maguire bautiza como "Cataratas Augustus" a una cascada sin nombre en Tafelberg, Surinam, en honor a ese tío. En 1925, hace estudios de graduado en zoología en la Universidad de Pittsburgh.
En 1927, es Director del Departamento de Ciencias en la escuela secundaria a la que asistió en Georgia, docente de Biología, Química y Física. Y es instructor a tiempo parcial de Botánica en la Universidad de Georgia. Sabedor de necesitar de estudios de graduado, consigue ser nombrado Asistente de profesor en la Universidad Cornell en 1927, especializándose en Taxonomía vegetal y, además en Morfología y Paleobotánica. En los veranos de 1929, 1930 y 1931 seráa biólogo marino en el Servicio de Conservación del Estado de Nueva York.
En 1931, aprobados los requisitos académicos menos su tesis, obtiene el puesto de "Profesor Asistente de Botánica" en el Colegio Estatal Agrícola de Utah en Logan. Mientras está en Utah, desarrollará el Herbario Intermontano y es colector y curador hasta 1942. En esa década, sus estudios de campo abarcaron desde el norte de Nuevo México y de Arizona hasta Colorado occidental, Utah, Nevada, Wyoming, sur de Idaho, Montana, Oregon y Washington.
Tiene una licencia en 1937 para ser instructor en Cornell, y completará su defensa de tesis "A monograh of the genus Arnica, the subgenera Artica y Austromontana". Y así recibe su doctorado; retornando a Utah en 1938.
En enero de 1943, visita el Jardín Botánico de Nueva York, donde sería "Curador Visitante", sobre la flora de Utah y sobre la familia Caryophyllaceae para la "Flora de Norteamérica". En julio de ese año ya es "Curador" y posteriormente sirvió al New York Botanical Garden en muchas funciones: Curador de 1943 a 1958, Curador en Jefe de 1958 a 1961, Curador Principal Distinguido Nathanial Lord Britton de 1961 a 1971, Director Asistente de 1968 a 1969, Director de Botánica de 1969 a 1971, 1974 y 1975, Científico Principal de 1972 a 1974, y Científico Principal Emérico desde 1975 hasta su deceso en 1991.
Mientras estuvo en el New York Botanical Garden, sus investigaciones fueron pasando de Norteamérica a América tropical. En 1944, prepara una expedición al monte Kaieteur para continuar el trabajo del Jardín en el altiplano de Guayana. Más tarde, en ese mismo año, realiza una exploración del Tafelberg, en el centro de Surinam. Prepara cartas y escribe descripciones de Tafelberg y de sus exploraciones publicando, en coautoría, seis trabajos en los que se describieron muchas plantas nuevas.
Continuó expedicionando a América del Sur, particularmente al territorio Amazónico de Venezuela y la Guayana británica. Entre el 21 de octubre y el 4 de noviembre de 1948, con Louis Politi del personal hortícola del Jardín y H.R. Kunhardt, presidente de la Venezuelan Petroleum Company, exploran los estados venezolanos Anzoátegui y Monagas. Del 15 de noviembre de 1948 al 15 de marzo de 1949, Maguire organizó una expedición importante hacia la cima del Cerro Sipapo vía el río Cuao y el Orinoco superior, en Amazonas (Venezuela), pasando varios meses en la meseta. Su hijo Bassett Jr. se une a esa expedición. Una especie colectada en ese viaje se describe en 1963 en el nuevo género Maguireothamnus steyermark de la familia Rubiaceae. También se colectan especímenes del género Kunhardtia, nombrado por Maguire, de la familia Rapateaceae.
Una 2ª expedición Kunhardt-New York Botanical Garden se realiza del 18 de abril al 21 de mayo de 1949 a los cerros Duida y Marahuaca, del Amazonas venezolano. Ese viaje se hizo buscando la especie Arundinaria schomburgkii Benn. 1840, una caña usada por la nación Maquiritare para sus cerbatanas y que no había sido vista desde su descubrimiento por Robert Schomburgtk en 1839. Así, el 9 de mayo, Maguire y su hijo hallan una subpoblación de esa planta en la escarpada Marahuaca.
Richard Cowan y John Wurdwack, graduados que luego serían miembros del New York Botanical Garden, se unen al Dr. Maguire en su viaje a Venezuela de 1950. En los días 17 a 26 de octubre están en el río Atabapo y entre el 1 de noviembre y finales de diciembre en los cerros Duida y Huachamacari ("Hogar de los Dioses Maquiritare"). Luego de unos pocos meses en Nueva York, Maguire regresa en octubre de 1951 a la Guayana británica y en diciembre va a Venezuela, explorando el cerro Bolívar, el río Paragua, el cerro Guaiquinima, Kavanayen, Ilu-tepui y, la Gran Sabana en el Estado Bolívar.
Con su primer matrimonio se divorcia, y en 1951 se casa con Celia Kramer. Celia lo acompaña y asiste en muchos viajes. En 1953, los Maguires y John Wurdack terminando la exploración de Amazonas, Venezuela, insisten en viajar por las rutas del explorador pionero de Amazonas, Spruce (1817-1893) . Van por el Yatua hacia Laja Catipan, vieron al Cerro de la Neblina (entonces desconocido). El descubrimiento de una nueva masa montañosa fue coronar una carrera de exploradores. El descubrimiento se publica en la Revista Geographical Review, "Cerro de la Neblina, Amazonas, Venezuela: a newly discovered sandstone mountain" (Geogr. Rev. 45: 27-51. 1955)
El Dr. Maguire participa en otros tres viajes a Neblina, una meseta montañosa riquísima botánicamente. Por su descubrimiento, la Sociedad Geográfica Americana le otorgó la Medalla del Centenario de David Livingstone ('David Livingstone Centenary Medal ') en 1965.
Durante la década de 1960, continuó sus exploraciones de América del Sur, colectando junto con Steyermark en el alto Cuyuni, Estado Bolívar, Venezuela, y posteriormente en la Guayana británica colectando en los montes Pakaraima. También en 1962, los Maguires colectaron en el río Cuyuni y en los ríos Uiri y Chicana, de Venezuela. Entre 1966 y 1969, los Maguires viajan por Belice, Costa Rica, Panamá, México, Honduras, Perú, Colombia y Puerto Rico.
En el Jardín Botánico de Nueva York, fue responsable de obtener fondos de la "National Science Foundation, NSF" para adquirir cajas de herbario, etc.
En 1975, deja sus deberes administrativos en el Jardín y se jubila, pasando a Científico Principal Emérito. Continuó sus estudios sobre la flora del altiplano de Guayana y los estudios monográficos de Clusia y de Dipterocarpaceae, Pakaraimeae.

## Honores
Fue presidente, fundador y consejero de la Organización para Estudios Tropicales, y presidente del Torrey Botanical Club. Desarrolló colaboraciones fructíferas con otros jardines botánicos y realizó estudios en herbarios del Reino Unido, Dinamarca, Suecia, Finlandia, Unión Soviética.

### Epónimos
Charles Brewer-Carías nombra como "Pico Maguire" a uno de los altos picos en la sierra venezolana de la Neblina.
Especies245, entre ellas
| - (Acanthaceae) Justicia maguirei Wassh. - (Acanthaceae) Pseuderanthemum maguirei Leonard - (Adiantaceae) Pterozonium maguirei Lellinger - (Annonaceae) Guatteria maguirei R.E.Fr. - (Aquifoliaceae) Ilex maguirei Wurdack - (Araceae) Anthurium maguirei A.D.Hawkes - (Araceae) Philodendron maguirei G.S.Bunting - (Arecaceae) Bactris maguirei (L.H.Bailey) Steyerm. - (Bombacaceae) Pochota maguirei (A.Robyns) Steyerm. & W.D.Stevens - (Brassicaceae) Draba maguirei C.L.Hitchc. | - (Bromeliaceae) Brocchinia maguirei L.B.Sm. - (Cactaceae) Cephalocereus maguirei Gilly - (Caesalpiniaceae) Swartzia maguirei R.S.Cowan - (Chrysobalanaceae) Parinari maguirei Prance - (Clusiaceae) Hypericum maguirei N.Robson - (Combretaceae) Ramatuela maguirei Exell & Stace - (Cyatheaceae) Trichipteris maguirei R.M.Tryon - (Cyperaceae) Cephalocarpus maguirei Gilly - (Dilleniaceae) Tetracera maguirei Aymard & B.M.Boom - (Ericaceae) Satyria maguirei Camp | - (Eriocaulaceae) Paepalanthus maguirei Moldenke - (Euphorbiaceae) Phyllanthus maguirei Jabl. - (Gentianaceae) Macrocarpaea maguirei Weaver & J.R.Grant - (Gesneriaceae) Nautilocalyx maguirei L.E.Skog & Steyerm. - (Gesneriaceae) Paradrymonia maguirei Feuillet - (Humiriaceae) Sacoglottis maguirei Cuatrec. - (Lauraceae) Persea maguirei L.E.Kopp - (Theaceae) Ternstroemia maguirei B.M.Boom - (Viscaceae) Phoradendron maguirei Rizzini - (Vochysiaceae) Vochysia maguirei Marc.-Berti |

- La abreviatura «Maguire» se emplea para indicar a Bassett Maguire como autoridad en la descripción y clasificación científica de los vegetales.[31]